# Odznaka Honorowa za Zasługi dla Legislacji
Odznaka Honorowa za Zasługi dla Legislacji – polskie resortowe odznaczenie cywilne, nadawane przez Prezesa Rady Ministrów. Zostało ustanowione rozporządzeniem Rady Ministrów z dnia 27 stycznia 2015 roku jako zaszczytne honorowe wyróżnienie nadawane za szczególne zasługi położone na rzecz legislacji, w tym za osiągnięcia:
- związane z wykonywaniem zadań legislacyjnych w urzędach administracji publicznej oraz w urzędach organów władzy publicznej;
- w pracy naukowej i badawczej dotyczącej zagadnień legislacji;
- w działalności szkoleniowej w zakresie legislacji.

Odznaka jest jednostopniowa. Osoba odznaczona otrzymuje odznakę, jej miniaturkę oraz dyplom nadania.

## Zasady nadawania
Odznakę nadaje Prezes Rady Ministrów z własnej inicjatywy lub na wniosek:
1. Szefa Kancelarii Prezesa Rady Ministrów;
2. Szefa Kancelarii Sejmu Rzeczypospolitej Polskiej;
3. Szefa Kancelarii Senatu Rzeczypospolitej Polskiej;
4. Szefa Kancelarii Prezydenta Rzeczypospolitej Polskiej;
5. Przewodniczącego Rady Legislacyjnej przy Prezesie Rady Ministrów;
6. Prezesa Rządowego Centrum Legislacji.

Podmiotom określonym powyżej kandydatury osób zasłużonych mogą być również zgłaszane przez ministrów, kierowników centralnych organów administracji, wojewodów oraz organy jednostek samorządu terytorialnego.
Odznaka może być nadana tej samej osobie tylko raz. Odznakę wręcza Prezes Rady Ministrów lub osoba przez niego upoważniona.

## Opis odznaki
Odznakę stanowi medal w kształcie niepełnego owalu o wysokości i szerokości 38 mm, górą z obustronnym uskokiem będącym płaszczyzną szerokiego uszka, wykonany w metalu, srebrzony i oksydowany. Przez tkwiące w uszku kółko przechodzi drugie, do zawieszenia odznaki na wstążce. Na stronie licowej widnieje wydłużona tarcza o fakturowanej powierzchni z gładkim znakiem paragrafu, ze skośnie położonym na nim, symbolicznie go kreślącym, wyobrażeniem pióra gęsiego. Tarcza z zaznaczoną krawędzią, ujęta wypukłą wstęgą z wypukłym napisem majuskułowym „ZA ZASŁUGI DLA LEGISLACJI”. Na stronie odwrotnej, gładkiej z zaznaczoną krawędzią, znajduje się pięciowierszowy, wypukły majuskułowy napis: „LEGES AB OMNIBUS INTELLEGI DEBENT” (tłum. z łac. prawo powinno być zrozumiałe dla wszystkich), a poniżej niego inicjały z wklęsłych liter „RP”.
Odznaka jest zawieszona na wstążce z rypsu jedwabnego szerokości 38 mm, w kolorze ciemnoniebieskim, bramowanej symetrycznie po brzegach połączonymi prążkami białym i czerwonym, każdy szerokości 2 mm, z trzema biegnącymi przez środek białymi prążkami szerokości 2 mm w odstępach 1 mm, przy czym skrajne prążki przebiegają w odległości 11 mm od prążków po brzegach.
Miniaturka odznaki o wymiarach 18 × 18 mm podobnie wykonana jak odznaka, przedstawia jej stronę licową bez zawieszenia. Strona odwrotna gładka ze sztyftem i zapięciem zaciskowym.
Odznakę nosi się na lewej stronie piersi, po orderach i odznaczeniach państwowych.